# Campeonato Nacional de Padbol Argentina 2016
El Campeonato Nacional de Padbol Argentina 2016 fue la cuarta edición del torneo. Participaron 8 parejas entre el 7 y 8 de octubre de 2016 en las instalaciones de "La Meca Padbol Club" en La Plata, Buenos Aires. 
Los campeones fueron Tomás Labayen y Gonzalo Maidana, tras un 6-4, 6-2 a Lisandro Narbaitz y Marcos Pérez. Ambos se ganaron el derecho de clasificación a la Copa Mundial de Padbol 2016 que se disputó en Punta del Este.

## Sede
La sede elegida para el torneo fue "La Meca Padbol Club", de La Plata, lugar considerado como la cuna del Padbol, ya que allí se instaló la primera cancha en el mundo.

## Formato
El torneo constó de 2 grupos de 4 parejas cada uno. Los dos que mejor se ubicaron en su zona accedieron a la fase final, que coronó a los campeones tras semifinal y final.

## Clasificación Mundial 2016

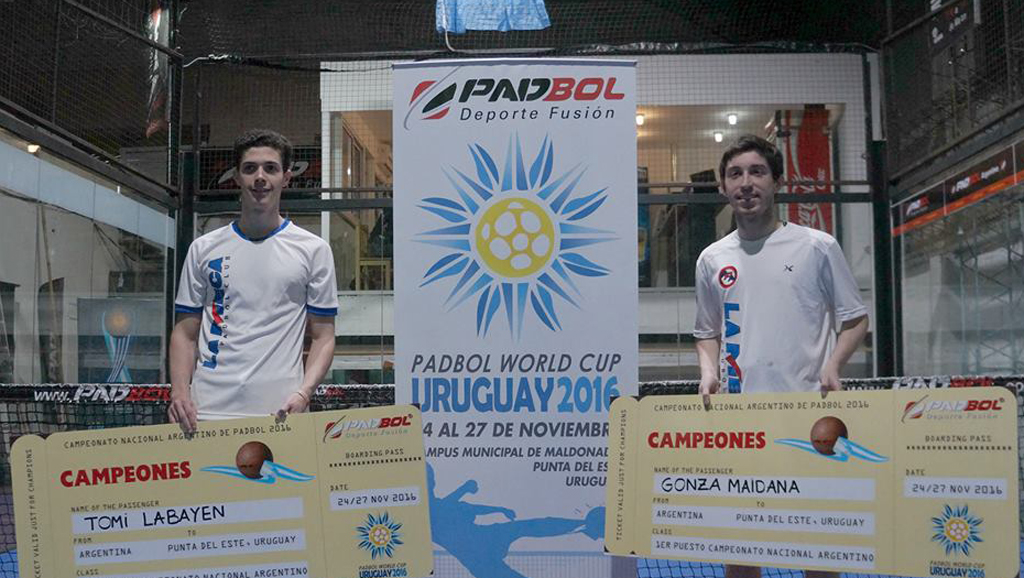
Campeones Argentinos Nacional 2016

### Fase de grupos

#### Grupo A
| Equipo           | PJ | PG | PP | SF | SC | GF | GC | DS |
| ---------------- | -- | -- | -- | -- | -- | -- | -- | -- |
| Labayen/Maidana  | 3  | 3  | 0  | 6  | 0  | 36 | 3  | 6  |
| Díaz/Mamani      | 3  | 2  | 1  | 4  | 3  | 32 | 34 | 1  |
| Grasso/Grasso    | 3  | 1  | 2  | 3  | 4  | 29 | 32 | -1 |
| Alem/Ballesteros | 3  | 0  | 3  | 0  | 6  | 9  | 37 | -6 |

#### Grupo B
| Equipo                  | PJ | PG | PP | SF | SC | GF | GC | DS |
| ----------------------- | -- | -- | -- | -- | -- | -- | -- | -- |
| Narbaitz/Pérez          | 3  | 3  | 0  | 6  | 0  | 36 | 8  | 28 |
| Ojeda/Solís             | 3  | 2  | 1  | 4  | 3  | 33 | 32 | 1  |
| Maidana.R/Ortiz Quesada | 3  | 1  | 2  | 3  | 4  | 32 | 32 | -1 |
| Muñoz/Aguilar           | 3  | 0  | 3  | 0  | 6  | 7  | 36 | -6 |

### Segunda fase
|  | Semifinales     | Semifinales     | Semifinales     | Semifinales     | Semifinales |                |                | Final | Final | Final | Final | Final |  |
|  |                 |                 |                 |                 |             |                |                |       |       |       |       |       |  |
|  |                 |                 |                 |                 |             |                |                |       |       |       |       |       |  |
|  | Narbaitz/Pérez  | Narbaitz/Pérez  | 6               | 6               |             |                |                |       |       |       |       |       |  |
|  | Narbaitz/Pérez  | Narbaitz/Pérez  | 6               | 6               |             |                |                |       |       |       |       |       |  |
|  | Mamani/Diaz     | Mamani/Diaz     | 1               | 0               |             |                |                |       |       |       |       |       |  |
|  | Mamani/Diaz     | Mamani/Diaz     | 1               | 0               |             | Narbaitz/Pérez | Narbaitz/Pérez | 4     | 2     |       |       |       |  |
|  |                 |                 |                 |                 |             | Narbaitz/Pérez | Narbaitz/Pérez | 4     | 2     |       |       |       |  |
|  |                 |                 | Labayen/Maidana | Labayen/Maidana | 6           | 6              |                |       |       |       |       |       |  |
|  | Ojeda/Solís     | Ojeda/Solís     | Labayen/Maidana | Labayen/Maidana | 6           | 6              | 0              | 0     |       |       |       |       |  |
|  | Ojeda/Solís     | Ojeda/Solís     |                 |                 |             |                | 0              | 0     |       |       |       |       |  |
|  | Labayen/Maidana | Labayen/Maidana | 6               | 6               |             |                |                |       |       |       |       |       |  |
|  | Labayen/Maidana | Labayen/Maidana | 6               | 6               |             |                |                |       |       |       |       |       |  |
|  |                 |                 |                 |                 |             |                |                |       |       |       |       |       |  |

#### Semifinales
| 8 de octubre de 2016 | Narbaitz/Pérez | 6-1 6-0 | Díaz/Mamani |  |  |

| 8 de octubre de 2016 | Labayen/Maidana | 6-0 6-0 | Ojeda/Solís |  |  |

#### Final
| 8 de octubre de 2016 | Narbaitz/Pérez | 4-6 2-6 | Labayen/Maidana |  |  |